# Mont-Saint-Grégoire
Mont-Saint-Grégoire, antaño conocido como Saint-Grégoire-le-Grand-de-Monnoir, Saint-Grégoire-le-Grand y Saint-Grégoire, es un municipio de la provincia de Quebec en Canadá. Es uno de los municipios pertenecientes al municipio regional de condado de Le Haut-Richelieu, en la región de Montérégie-Est en Montérégie.

## Geografía

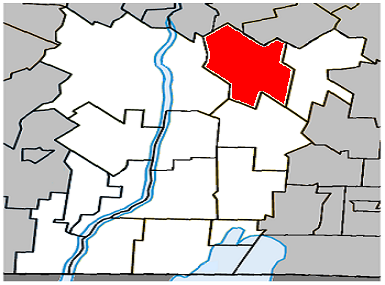
Ubicación de Mont-Saint-Grégoire en el MRC de Le Haut-Richelieu

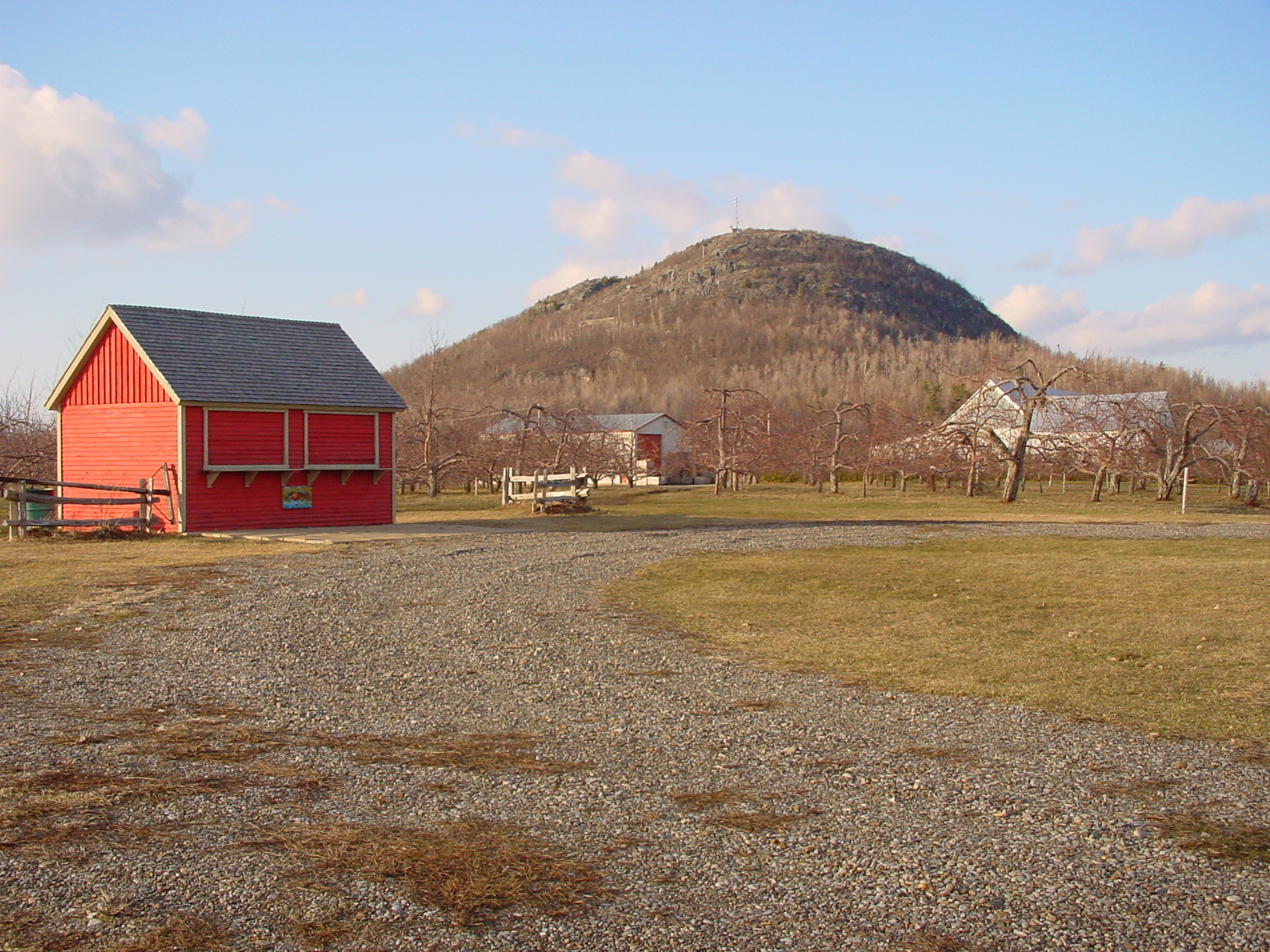
Monte Saint-Grégoire

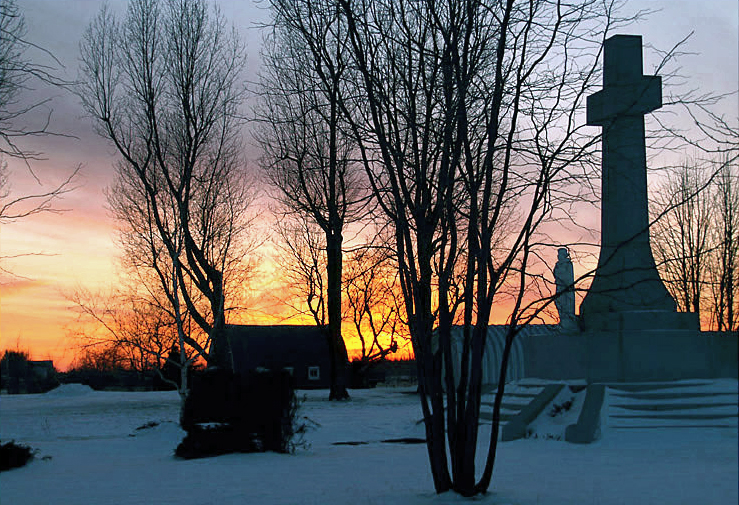
Puesta de sol sobre Mont-Saint-Grégoire

El territorio de Mont-Saint-Grégoire se encuentra al norte del MRC de Le Haut-Richelieu, 7 kilómetros al este de Saint-Jean-sur-Richelieu, la sede del MRC. Está ubicado entre Marieville al norte, Sainte-Angèle-de-Monnoir al noreste, Sainte-Brigide-d'Iberville al este, Saint-Alexandre al sur, así como Saint-Jean-sur-Richelieu (Iberville) al noroeste. Su superficie total es de 81,16 km² cuyos 80,91 km² son tierra firme. La comunidad está establecida al pie del monte Saint-Grégoire, que forma parte de las colinas de Montérégie.

## Urbanismo

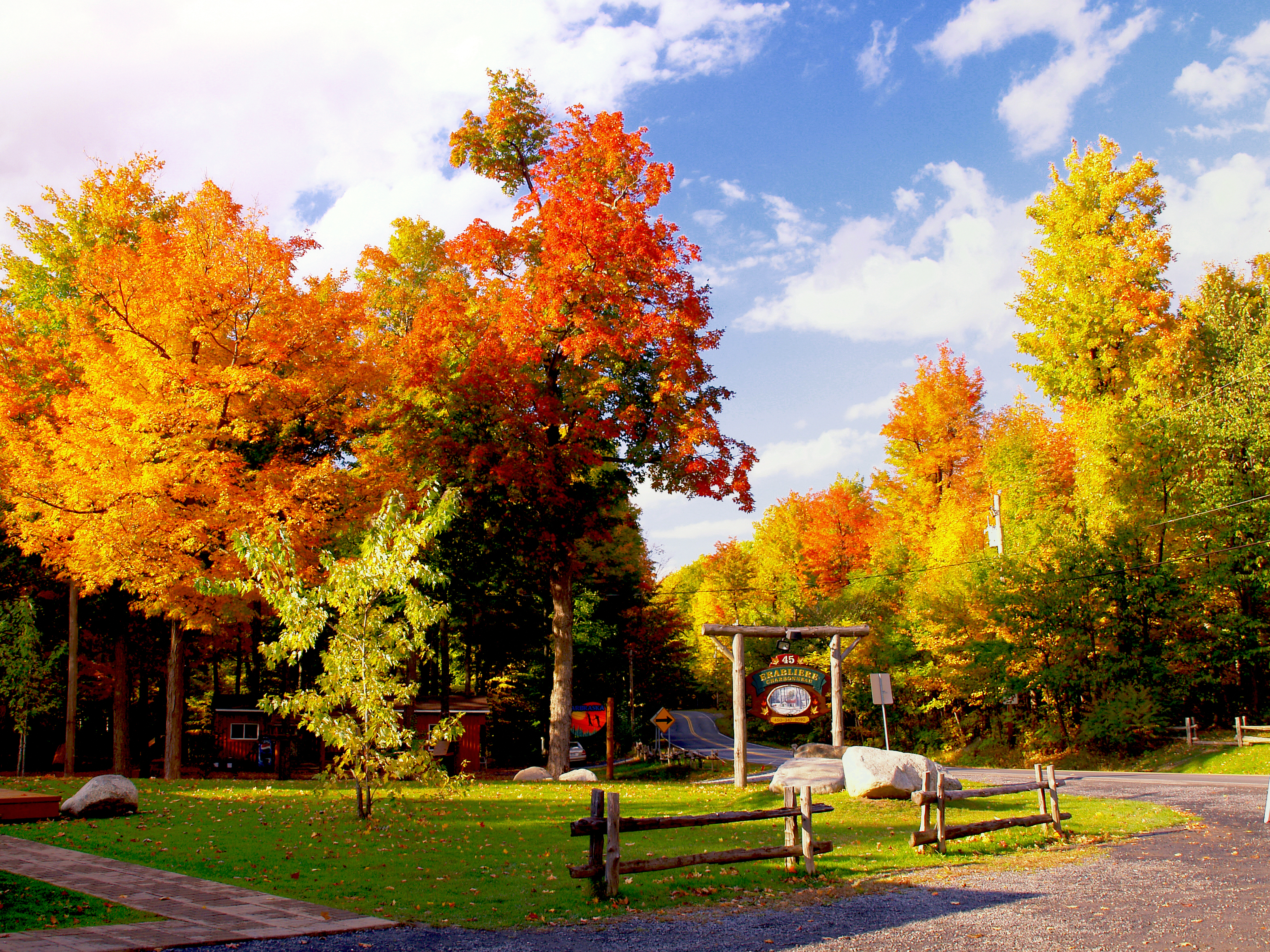
Chemin du Sous-Bois

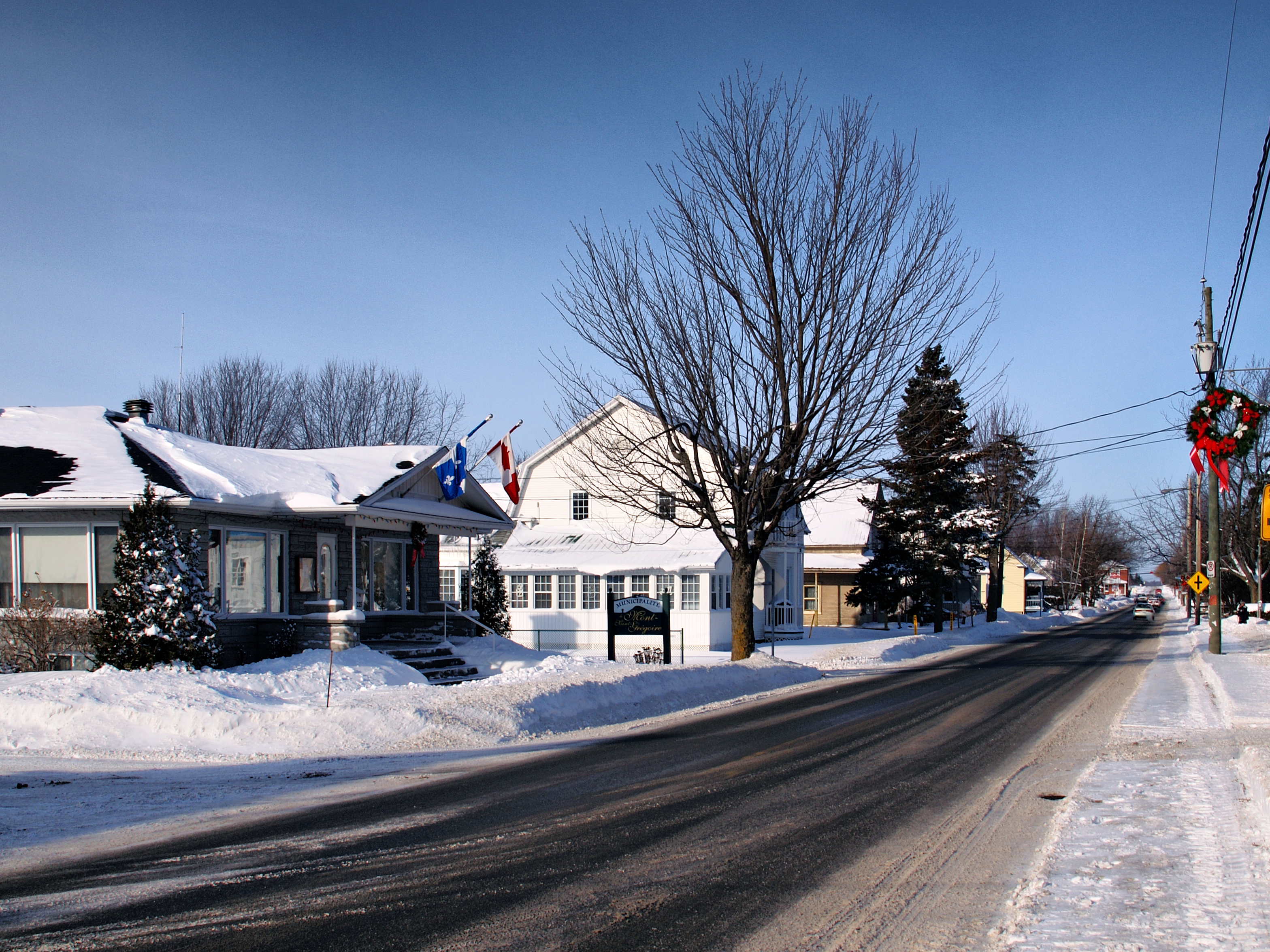
Pueblo de Mont-Saint-Grégoire

El territorio está ocupado en mayor parte por vergeles y arbolados de arces azucareros. La carretera 104 une la localidad a Saint-Jean-sur-Richelieu y a Sainte-Brigide-d'Iberville. Las vías de comunicación importantes son el chemin de la Montagne (camino del Monte), la rue Saint-Joseph (calle San José) y la montée du Grand-Bois (del Gran Bosque).

## Historia

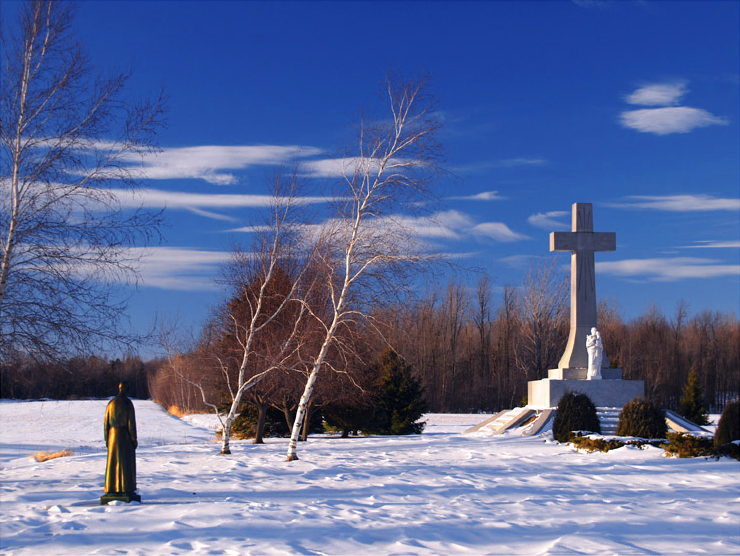
Monumento del hermano Andrés

En 1708, el gobernador de Nueva Francia concedió el Señorío de Monnoir a Claude de Ramezay. Durante la Gran Expulsión de Acadia, Acadianos empezaron a establecerse en la región a partir de 1758. Por el tratado de París de 1763, Nueva Francia entró en el ámbito de aplicación del régimen inglés. En 1795, la familia Ramezay vendió el señorío a John Johnson, oriundo de la colonia de Nueva York. El primero municipio fue creado en 1845 sobre el nombre de Saint-Grégoire-le-Grand-de-Monnoir pero fue abolido dos años más tarde. El topónimo del municipio procede del nombre del monte et honra el san papa Gregorio Magno. El municipio fue instituido una secunda vez en 1855 como el municipio de parroquia de Saint-Grégoire-le-Grand, como la parroquia católica fundada en 1836 sobre el nombre de Saint-Raymond-de-Monnoir y después en 1847 sobre el nombre de Saint-Grégoire-le-Grand.
En 1955, el nuevo municipio de pueblo de Saint-Grégoire fue erecto por división del territorio. Este municipio se llamado Mont-Saint-Grégoire a partir de 1978. En 1994, el actual municipio fue creado por fusión del municipio de parroquia de Saint-Grégoire-le-Grand y del municipio de pueblo de Mont-Saint-Grégoire.

## Política
La alcaldesa actual (2015) es Suzanne Boulais. El consejo municipal es compuesto de seis consejeros sin división territorial.
|            | 2005-2009                                                                              | 2009-2013 | 2013-2017                                                                                      |
| Alcalde    | Suzanne Boulais                                                                        | Suzanne Boulais | Suzanne Boulais                                                                                |
| Consejeros | Daniel Bonneau Yves D'Auteuil Bernard Duchesne Serge Robert Yvan Robert Pierre Waridel | Ludo Bielen** Daniel Bonneau Pierre-André Boucher Normand Dallaire Yves D'Auteuil Bernard Duchesne Mario Tétreault* | Ludo Bielen Daniel Bonneau Jonathan Brisebois Bernard Duchesne Kevin Patenaude Jacques Plourde |

* Consejero al inicio del termo pero no al fin.  ** Consejero al fin del termo pero no al inicio.
El municipio está incluso en las circunscripciones electorales de Iberville a nivel provincial y de Saint-Jean a nivel federal.

## Demografía
Según el censo de 2011, había 3086 habitantes (gentilicio Grégorien, ne (en francés)) en este municipio con una densidad de población de 38,8 hab./km². Los datos del censo mostraron que de las 2922 personas censadas en 2006, en 2011 hubo un aumento de 164 habitantes (5,6 %). El número total de inmuebles particulares resultó de 1158. El número total de viviendas particulares que se encontraban ocupadas por residentes habituales fue de 1141.
Evolución de la población total, 1991-2014

## Economía

Comida en una cabaña de azúcar de arce

El agroturismo atrae 500 000 visitantes por año. El jarabe de arce (La Goudrelle, Érablière au Sous-Bois, Érablière Charbonneau, Au Palais Sucré) y la manzana (Vergers Pierre Tremblay, Verger Champêtre, Vergers Denis Charbonneau, Verger de la Montagne) son importantes producciones locales.

## Sociedad

### Personalidades
- Andrés Bessette o hermano Andrés (1845-1937), san religioso

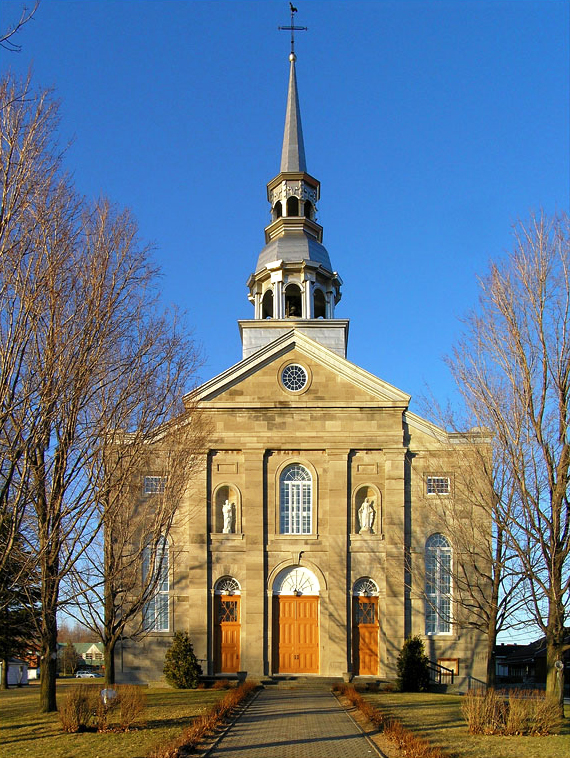
Iglesia católica Saint-Grégoire-Le-Grand
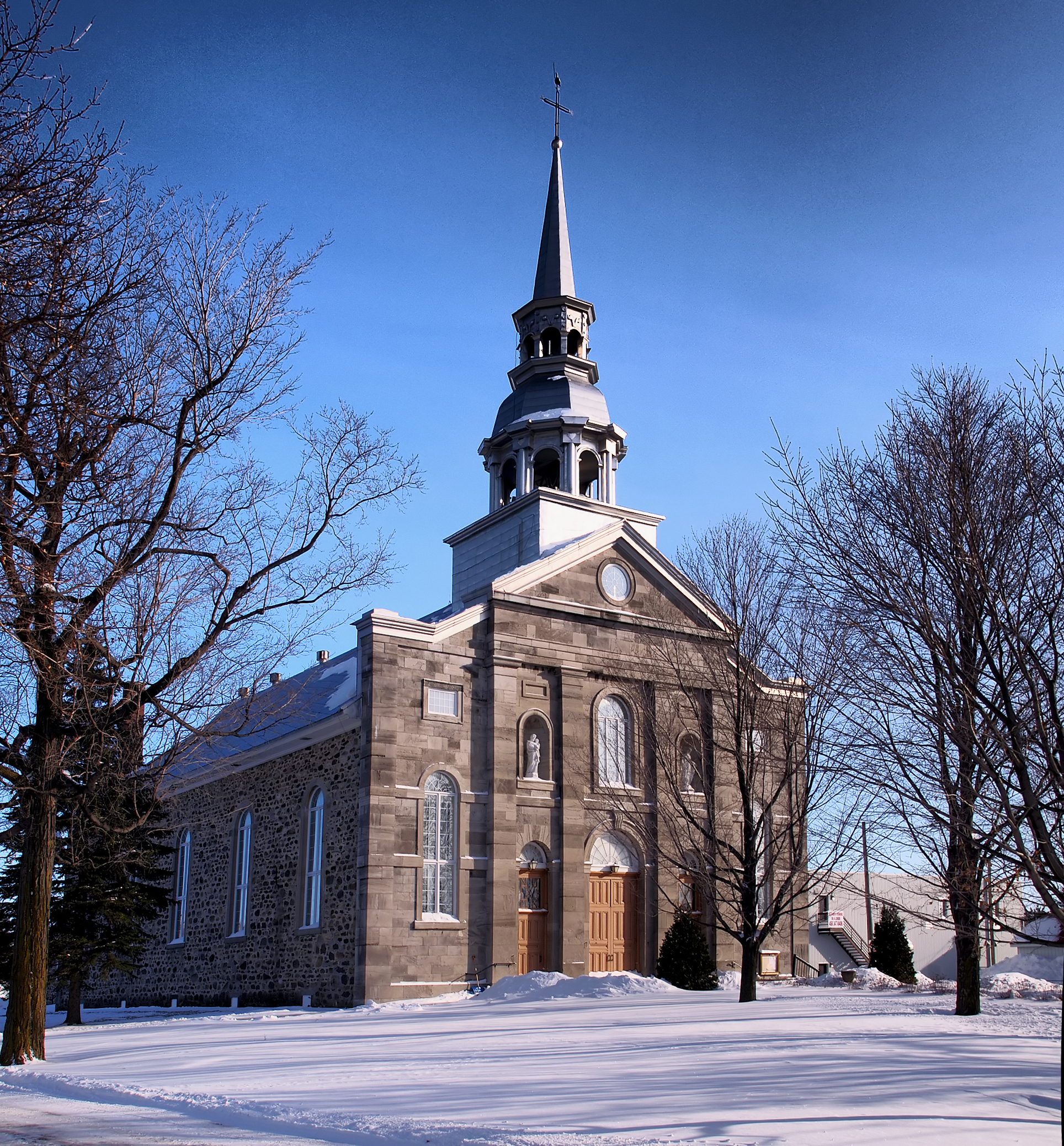
Iglesia Saint-Grégoire-Le-Grand
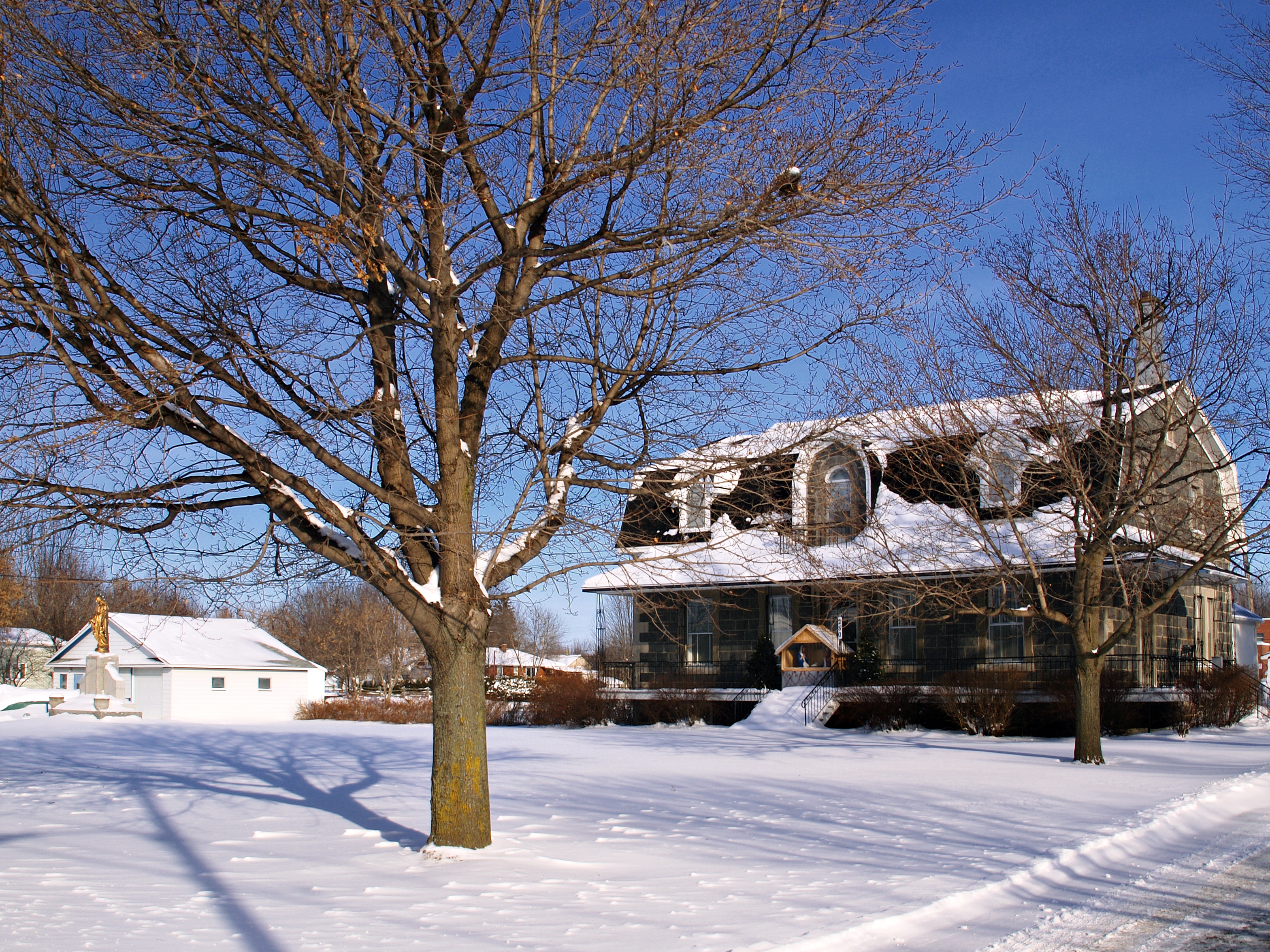
Casa parroquial
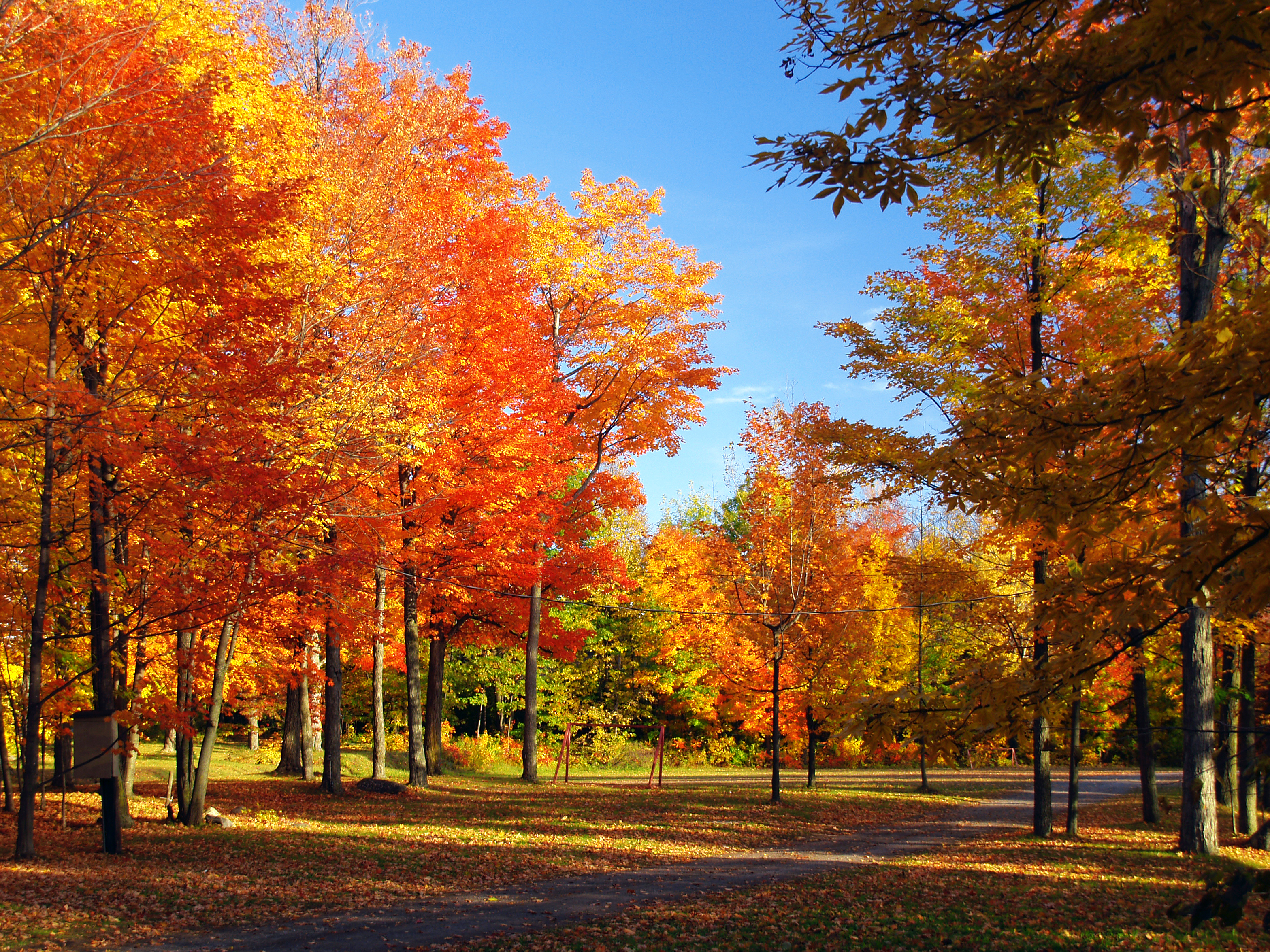
Arces Denis Charbonneau
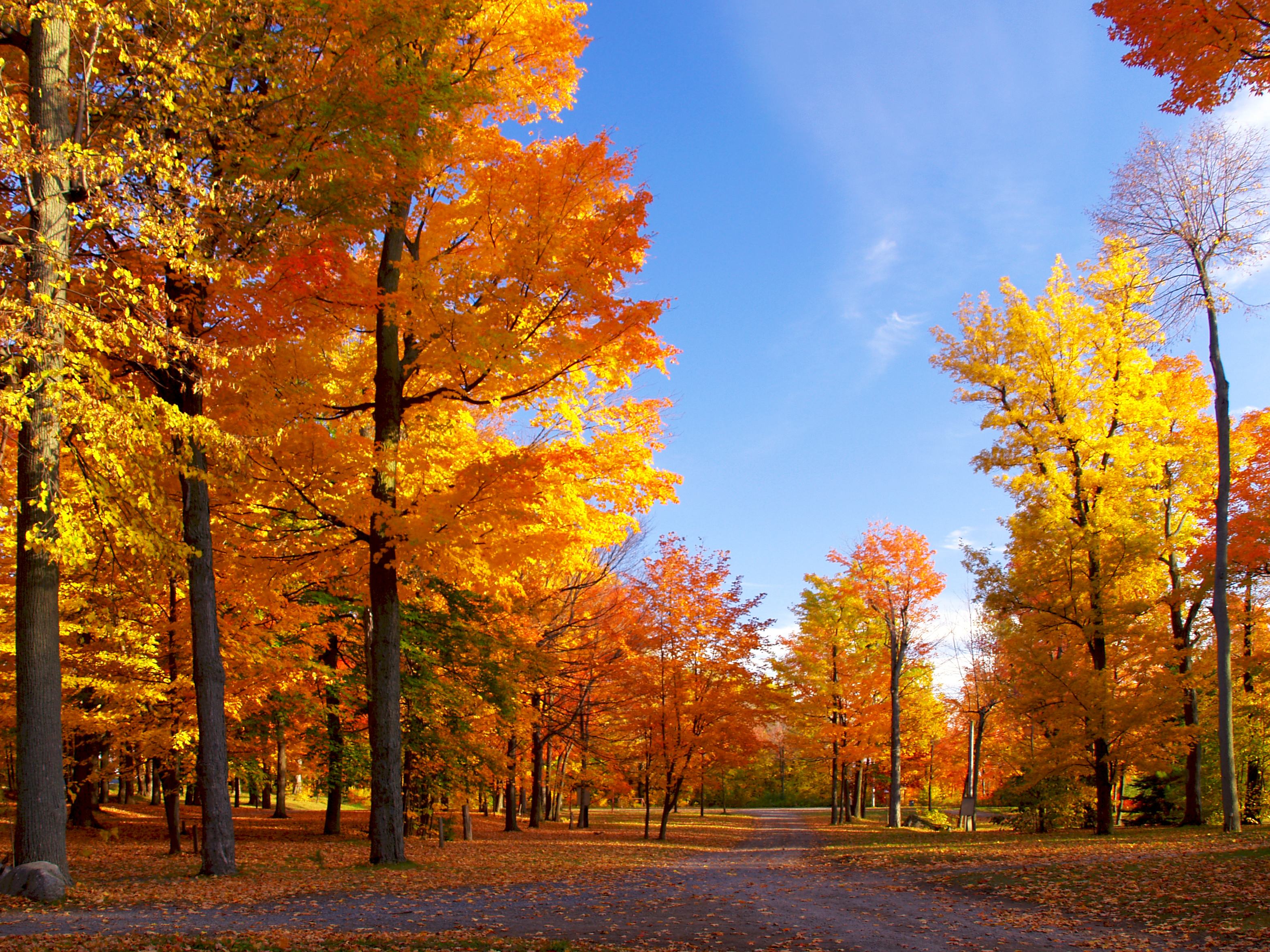
Otoño
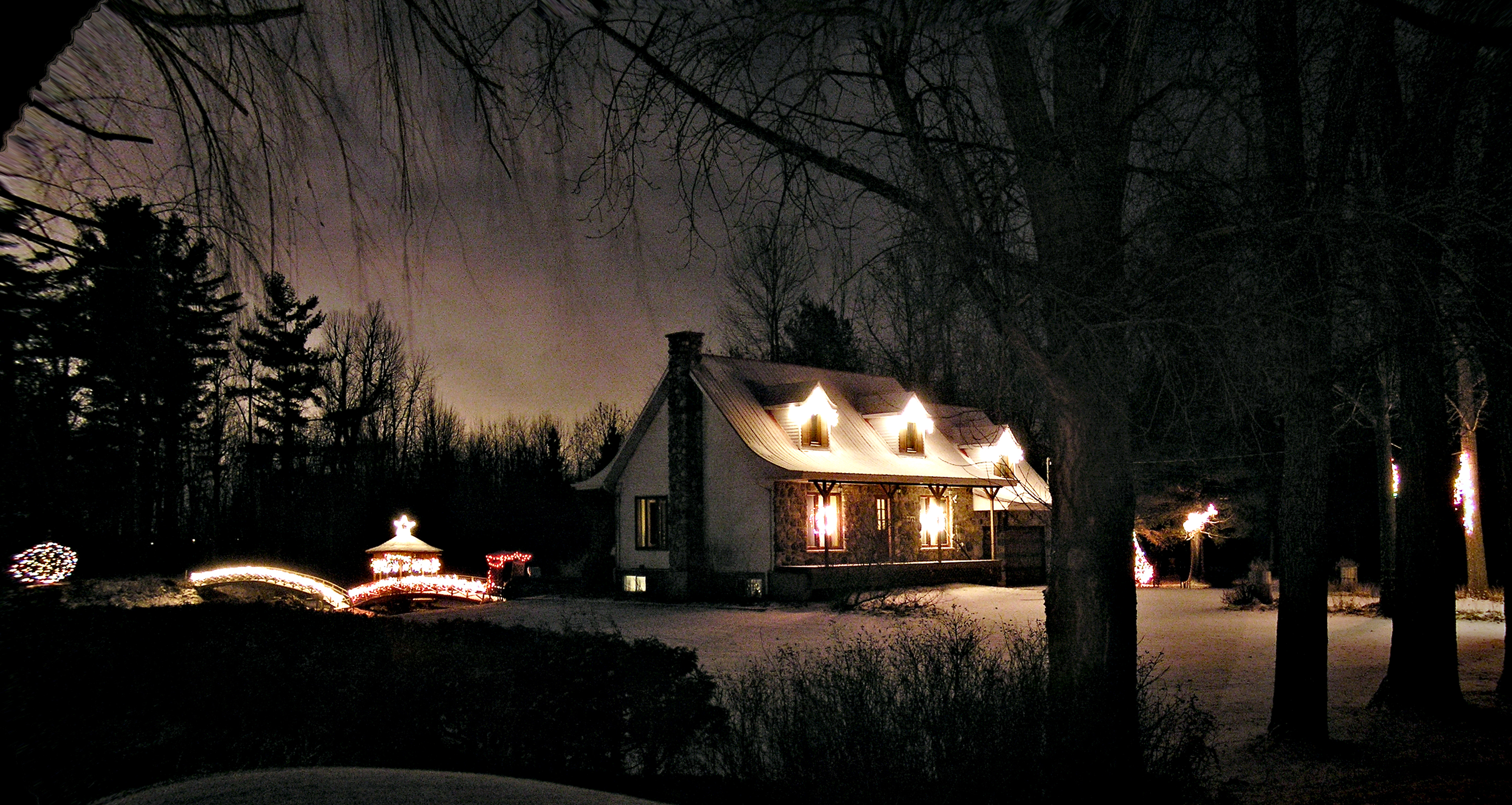
iluminación de fin de año
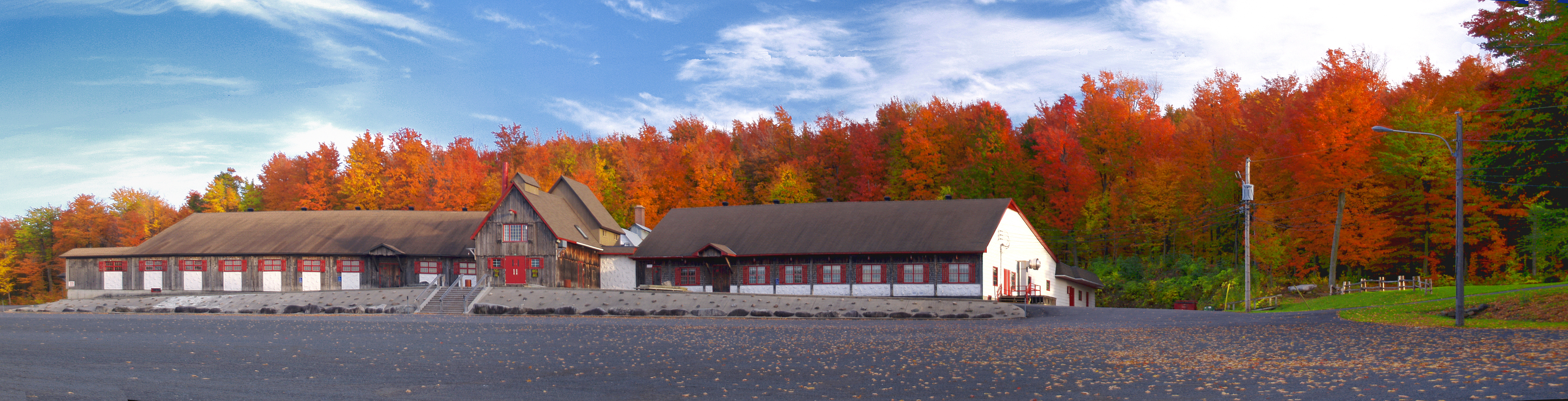
La Goudrelle